# Ортодоксальный модернизм в иудаизме
Ортодоксальный модернизм (или современная ортодоксия) — направление ортодоксального иудаизма, интегрирующее ортодоксальные принципы, ценности и традиции с современной культурой и цивилизацией. Ортодоксальный модернизм связан с несколькими учениями и потому может принимать различные формы. В США и Европе наиболее распространена философия «Тора и Наука» (ивр. תורה ומדע‎ Тора у-мада). В Израиле ортодоксальный модернизм в значительной степени связан с религиозным сионизмом, а его последователи составляют более половины ортодоксально-религиозного населения Израиля.

## Философия
В самом общем плане ортодоксальный модернизм говорит о необходимости уважения и соблюдения еврейского закона и положительном значении взаимодействия с современным миром и культурой. С этой точки зрения подобное взаимодействие обогащает иудаизм.
Ортодоксальный модернизм также придает высокое национальное и религиозное значение государству Израиль, поэтому данное религиозное направление зачастую имеет сионистскую ориентацию.

## Основные направления
Ортодоксальный модернизм включает в себя широкий круг различных направлений, связанных между собой единой базовой философией.

### Тора ве дерех эрец
Впервые такое сочетание слов встречается в Мишне Авот 2:2, в качестве призыва совместить еврейское образование со светскими предметами впервые употребил Шмуэль Ландау, сын раввина Йехезкеля Ландау в XIX веке. Начальные формы «Современной ортодоксии» создали раввины Азриэль Гильдесхаймер (1820—1899) и Шимшон-Рафаэль Гирш (1808—1888), которые провозгласили принцип Тора вэ дэрех эрец — гармоничное сочетание Торы с окружающим (современным) миром.

### Тора у-мада
«Тора у-мада» (ивр. תורה ומדע‎, «Тора и наука») — это философия, рассматривающая отношения светского мира и иудаизма, или, точнее, светского и еврейского знания. Она предлагает совмещать изучение Торы с получением также и светских знаний, что ведёт к положительному для человека вовлечению в жизнь общества. Этот подход является развитием направления Тора им дэрех эрец р. Гирша.
Данная философия, в том виде, в котором она существует сегодня, во многом результат учения р. Йосефа-Дова Соловейчика (1903—1993), главы Иешивы-университета в Нью-Йорке. По мнению р. Соловейчика, иудаизм обязывает человека к совершенствованию мира (тикун олам). По его определению, «человек Галахи» должен пытаться привнести в материальный мир святость и чистоту Божественного присутствия.

#### Неоортодоксия
После р. Гирша раввином Франкфурта-на-Майне стал его зять Соломон Бройер (1850—1926). Сын Соломона Бройера — р. Йозеф Бройер (1882—1980; не путать с основателем психоанализа Бройером) — не стал раввином города, но унаследовал должность главы иешивы. По приходе к власти нацистов р. Йозеф Бройер эмигрировал в Америку и перенёс туда многие обычаи франкфуртской общины. Во Франкфурте после Первой мировой войны стали говорить об отдельном течении «неоортодоксия», отличающемся от других видов Тора у-мада и вообще ортодоксального модернизма. Отличия заключаются в более осторожном подходе к науке — не синтез, а подчинение науки галахе. Другое отличие — меньшее желание сотрудничать с евреями, не соблюдающими заповеди. Само слово «неоортодоксия» создано по образцу немецкого течения в протестантизме англ. Neo-orthodoxy. Неоортодоксия как отдельное течение прослеживается и в США.

### Религиозный сионизм
Другим направлением «Современной ортодоксии» является религиозный сионизм. Данное направление было создано в 1850 году р. Цви Калишером, а затем в начале XX века разработано р. Авраамом-Ицхаком Куком. Во второй половине XX века главные идеологи движения р. Цви-Иехуда Кук (Израиль) и р. Йосеф-Дов Соловейчик (США).
Основным отличием данного направления является то, что принципы ортодоксального иудаизма интегрируются не только с современной культурой, но и также с религиозным пониманием сионизма.
Сегодня представители — р. Авраам Шапира (умер в 2007 году), р. Элиезер Беркович (умер в 1992 году), р. Мордехай Элон, р. Шломо Рискин, р. Йегуда Амиталь, р. Аарон Лихтенштейн (Израиль).
В русскоязычной еврейской общине принципам религиозного сионизма и ортодоксального модернизма следует организация Маханаим во главе с Зеевом Дашевским и Пинхасом Полонским.

#### Движение ХАРДАЛ
Внутри религиозного сионизма в Израиле выделилась отдельная группа последователей р. Авраама-Ицхака Кука и его сына р. Цви-Иехуда Кука, которая откололась от иешивы Мерказ ха-Рав и сконцентрировалась в Иешиве Хар-ха-Мор под руководством р. Цви Исраэля Тау. Представители течения, как правило, не приветствуют синтез с наукой, менее лояльно относятся к израильской армии, подчеркивают самоценность изучения Торы, устрожения в вопросах кашрута и т. д. Тем самым они в некоторых деталях более напоминают харедим, чем прочие израильские религиозные сионисты. Аббревиатура «ХАРДАЛ» ивр. חרד"ל‎ означает хареди-леуми, то есть национально-харедимные, само слово звучит как ивритский эквивалент слова «горчица».